# René de La Tullaye
René de La Tullaye (1579-1635), seigneur de Belle-Isle et du Port-Durand, maître à la Chambre des comptes de Bretagne, fut maire de Nantes du 18 septembre 1629 au 18 août 1631.
Une rue de Nantes porte le nom "de La Tullaye": elle longe l'Institution Blanche de Castille, installée dans le château du Plessis-Tison, ancien domaine de la famille de La Tullaye qui faisait partie de la paroisse de Saint-Donatien, avec les seigneuries et terres de Belle-Isle, de la Boissière, de Bonneville, de Launay-Savaton, de Port-Durand, de Port-Lambert, des Salles, du Tertre et de la Verrière, dont les terres s'étendaient de l'Erdre au Plessis-Tison. Ayant acheté, en 1887, le château de l'Eraudière, la famille de la Tullaye vendra le Plessis-Tison, en 1928, aux Ursulines.

## Biographie
René de La Tullaye est le fils d'Alexandre de La Tullaye, seigneur de Belle-Isle, conseiller du roi, maître ordinaire de la Chambre des comptes de Bretagne, et de Françoise Gaultier, dame de La Ragottière. Il épouse Marguerite Bitault puis Isabelle Poullain.

## Famille
La famille de La Tullaye, issue de l'ancienne noblesse bretonne (citée dans une charte du mois d'avril 1100), est originaire de La Tullaye en la paroisse de Janzé (Ille-et-Vilaine).
Présents à la Chambre de comptes de Bretagne depuis le milieu du XVIe siècle, les La Tullaye monopolisèrent la fonction de procureur général à la Chambre de comptes de Bretagne entre 1682 et la Révolution, avec quatre procureurs successifs.
- Yves de La Tullaye, écuyer, seigneur du Breil et de Belle-Isle (fils de Nicolas de la Tullaye, écuyer, seigneur de la Touche et de Belle-Isle, et de Jeanne Censier), époux de Renée Richerot, nommé le 24 août 1555, sous Henri II, à la charge de secrétaire, auditeur et greffier à la Chambre des comptes de Bretagne (1555-1571), dont Alexandre, Jean, André, Charles, Jeanne et Marguerite.
- Alexandre de La Tullaye (1543-1580), seigneur de Belle-Isle, fils du précédent, époux en 1574 de Françoise Gaultier, conseiller secrétaire du Roi et auditeur à la Chambre des comptes de Bretagne le 13 janvier 1571 sous Charles IX (par résignation de son père Yves), puis conseiller du Roi et maître ordinaire en ladite chambre le 5 mars 1578 sous Henri III, dont René I, Jacques et Marie.
- Jean de La Tullaye (1552-1611), seigneur de la Jaroussaye (à Janzé en Bretagne), époux de Anne de la Presse, en premières noces (1577), puis de Susanne de la Robinaye Croc, en secondes noces (1603), auditeur (par résignation de son frère Alexandre) puis maître à la Chambre des comptes de Bretagne (par le duc de Mercœur, puis confirmé par Henri IV le 20 mars 1598), élu échevin de la ville de Nantes (1589-1591), oncle de René, dont (1) Jean, seigneur de Chambort et de la Jaroussaie, époux de Julienne de la Touche, et (2) Rolland, seigneur du Fresne, époux de Denis de Lesené.
- André de La Tullaye (1554-1603), seigneur du Fresne, avocat général à la Chambre de comptes de Bretagne en 1592 (nommé par le duc de Mercœur et confirmé par Henri IV), oncle de René, s.p.
- René I de La Tullaye, (1579-1635), seigneur de Belle-Isle (fils d'Alexandre), époux de Marguerite Bitaud (fille de Gabriel Bitaud, sieur du Plessis, conseiller du Roi en sa cour du parlement de Bretagne, et Renée le Maire), conseiller du Roi et maître ordinaire à la Chambre des comptes de Bretagne (par résignation de Jean, son oncle, reç le 21 janvier 1606 sous Henri IV), maire de Nantes du 18 septembre 1629 au 18 août 1631, dont René II (1618-1668), Jacques et Louise.
- Salomon de La Tullaye (1599-1675)[1], écuyer, seigneur du Plessis-Tison, de La Guilbaudière, de La Durandière et de La Suze, baptisé le 18 juillet 1599, fils de Charles de la Tullaye (1564-1607), sieur du Mée, et de Françoise de Vaucouleurs, époux de Renée de Lesrat des Briottières le 24 avril 1636 à Nantes, puis de Françoise Martineau (fille de Nicolas Martineau, conseiller du Roi, juge prévôt d'Angers) 14 décembre 1644 à Angers. Il succède à son cousin René, le 21 mai 1636, sous Louis XIII, dans son office de conseiller du Roi et maître ordinaire à la Chambre des comptes de Bretagne, en même temps qu'il se retrouve également tuteur de ses deux fils mineurs: René et Jacques, étudiant au collège royal de la Flèche. Il revend son office le 8 juillet 1656, mais est nommé maître honoraire par lettres patentes du 8 septembre 1656. Il est maintenu noble d'ancienne extraction en Bretagne le 30 octobre 1668.
- Salomon-François I de La Tullaye, chevalier, seigneur du Plessis-Tison, de Bonneville et de La Motte, époux le 8 mai 1679 de Marie-Anne Morice (fille unique dYves Morice, avocat général en 1649, puis procureur général à la Chambre des comptes de 1651 à1682, auquel Salomon-François acheta sa charge), né en 1653, fils du précédent, est procureur général à la Cour des comptes de Bretagne sous Louis XIV de 1682 à 1715.
- Salomon-François II de La Tullaye (1682-1762), époux le 18 juillet 1715 au Mans d'Anne Thérèse Henriette de Racappé, chevalier, seigneur de Coetquelfen, du Plessis-Tison, de Coulongé, de Port-Durant, de Belle-Isle, etc., marquis de Magnanne en 1755 (à Ménil en Anjou), né à Nantes le 18 décembre 1682, fils du précédent, est substitut, puis procureur général à la Chambre de comptes de Bretagne sous Louis XV de 1715 à 1745.
- Henri-Anne-Salomon de La Tullaye, chevalier, marquis de Magnanne, époux le 2 juillet 1745 à Nantes de François-Siméonne-Stylite Moulin de Cheviré, né à Nantes le 30 juillet 1716, fils du précédent, décédé le 22 juin 1771 au château de Magnanne, conseiller du Roi en ses conseils et procureur général à la Chambre des comptes de Bretagne sous Louis XV de 1745 à 1775.
- Augustin-Louis-Salomon de La Tullaye, chevalier, marquis de Magnanne, seigneur de Ménil, Teigné, Bré, Bressault, etc., époux le 30 juin 1786 à Nantes de Henriette-Julie Perrée de la Villestreux, né à Nantes le 6 novembre 1751, fils du précédent, décédé le 28 janvier 1825, conseiller du Roi en ses conseils et procureur général à la Chambre des comptes de Bretagne sous Louis XVI de 1775 à 1791.
- Salomon-Louis de La Tullaye, né le 15 septembre 1790, est conseiller général d'Eure-et-Loir.

### Armoiries
Écartelé : aux 1 et 4 : d'or, au lion de gueules (qui est de La Tullaye) ; aux 2 et 3 : de sable, à 6 rocqs d'échiquier d'argent, 3, 2 et 1. (qui est de Racappé de Magnanne).; avec une couronne de marquis.
Supports: deux lions.
Cimier: un lion issant.